# 出口遼
出口 遼（でぐち りょう、1992年2月20日 - ）は日本のソングライター、編曲家、ベーシスト、キーボーディスト。

## 概要
長崎県出生、埼玉県出身。高校を卒業後、Musicians Instituteに入学。アニメ音楽を中心に作詞・作曲などを手がけている。アトリエシネマではベースを担当。楽曲制作を自身が中心となり行っている。プログレッシブ・ロックやフュージョンを基調とした当バンドの1stアルバムはCDジャーナル内で「楽曲・編曲・歌唱・演奏・録音すべてにおいて、デビューアルバムとは思えないほどのレベルの高さ」と評された。ダンス・ミュージックにも造詣があり、MERRYのリミックスを手掛けた際には、「できあがったものを聴いて、本格的すぎてビビりました」とメンバーが言及している。

## 楽曲

### アニメ・ゲームなど
- 『アイドルマスター シンデレラガールズ スターライトステージ』
  - 「初夢をあなたと」（作詞・作曲・編曲・ベース）
  - 「Hungry Bambi」（作詞・作曲・編曲・ベース）
  - 「GEMSTONE」（作詞・作曲・編曲・ベース）
  - 「ハンドメイドスマイル」（作詞・作曲・編曲・ベース・ピッコロギター・ドラム）
  - 「青春のWanna!」（ベース）
  - 「イーリャンサンキュー」（作詞・作曲・編曲・ベース）
- 『アイドルマスター シャイニーカラーズ』
  - 「相合学舎」（ベース）
  - 「有彩色ユリイカ」（ベース）
  - 「無自覚アプリオリ」（作詞）
  - 「くだらないや」（作詞）
  - 「泥濘鳴鳴」（作詞）
  - 「夢模様キャンバス」（作詞・作曲・編曲・ベース）
- 『アイドルマスター ミリオンライブ! シアターデイズ』
  - 「Play GO! Round」（ベース）
- 『青空アンダーガールズ! Re:vengerS』
  - 「ボーダーライン」（編曲・ベース）
- 『青の祓魔師』
  - 「オーバーラップ」（作詞・ベース）
- 『アズールレーン』
  - 「WISHNESS」（作曲・編曲）
  - 「逆鱗乱舞!!」（作曲・ベース）
- 『ARGONAVIS from BanG Dream!』
  - 「Cynicaltic  Fakestar」（作詞）
- 『Pいくさの子』
  - 「滅びぬ魂」（作曲・編曲）
- 『えとたま 〜猫客万来〜』
  - 「えとにゃんらん」（ベース）
- 『凹凸世界』
  - 「七転八倒返り咲き」（作詞・作曲）
- 『幼なじみが絶対に負けないラブコメ』
  - 「Chance! & Revenge!」（ベース）
- 『かくして!マキナさん!!』
  - 「アンドロイドにくびったけ」（作詞・作曲・編曲・ベース）
- 『関内デビル』
  - 「Work Out Night」（作詞・ベース）
- 『SHOW BY ROCK!! STARS!!』
  - 「Two-faced」（作詞・作曲・編曲・ベース）
- 『SHY』
  - 「私の青い空〜As I am〜」（ベース）
- 『消滅都市』
  - 「Swallowtail Butterfly 〜あいのうた〜」（編曲・ベース・ピアノ）
  - 「キミがいた季節」（ベース）
- 『白猫テニス』
  - 「Flash」（作詞・作曲・編曲）
- 『スターリィパレット』
  - 「Give me 5」（作詞・作曲・ベース）
- 『スナックバス江』
  - 「SFラブストーリー」（編曲・ベース・ドラム・コーラス）[4]
- 『SELECTION PROJECT』
  - 「NOiSY MONSTER」(ベース)
- 『CR戦国乙女〜花〜』
  - 「暁」（作詞・作曲・編曲）
- 『CR戦国乙女5〜10th Anniversary〜』
  - 「日本晴レ」（作詞・作曲・ベース）
  - 「絆詩」(ベース)
- 『CR戦国乙女6 暁の関ヶ原』
  - 「恋のいろは」（作詞・作曲）
  - 「超直感ガールズ」（作詞・作曲）
- 『蒼穹のファフナー EXODUS』
  - 「Checkmate!」（作曲・編曲）
- 『P大海物語5』
  - 「BIG SEA in the world」（作曲・編曲）
- 『SSSS.DYNAZENON』
  - 「Beginning」(ベース)
- 『新テニスの王子様』
  - 「Shout!!」(作曲)
- 『新テニスの王子様 氷帝vs立海 Game of Future』
  - 「ONE and ONLY」（作曲）
- 『とーがね!おまつり部』
  - 「おどりゃんせ」（作詞・作曲・編曲・ベース）
- 『とーがね!クロニクル』
  - 「ヒストリーロードマップ」（作詞・作曲・編曲・ピアノ）
- 『劇場版 ハイスクール・フリート』
  - 「Free Turn」（作詞・作曲・ベース）
- 『薄桜鬼』
  - 「朱華 - The like the Flowers -」（編曲・ベース）
- 『P花の慶次 蓮』
  - 「あっぱれ傾奇道」（作曲・ベース）
  - 「晴れやかにゆけ」（尺八）
- 『100万の命の上に俺は立っている』
  - 「Anti world」（ベース）
- 『フライングベイビーズ』
  - 「フライングベイビーズ」（作曲）
- 『プリンセンスコネクト!Re:Dive』
  - 「未解決な想い」（作詞・作曲・ピアノ）
  - 「Paradox」（作詞・作曲・編曲・ベース）
  - 「妄想サマーハレーション」（作詞・作曲・編曲・ベース）
- 『MUSICUS!』[5]
  - 作詞・作曲・編曲
    - 「ぐらぐら」
    - 「パレードのはじまり」
    - 「ババロア」
    - 「アンコールジンジャーエール」
    - 「深淵をのぞく」
    - 「鳥の餌」
    - 「ハーモニック」
    - 「花鳥風月」
    - 「這いずりまわるものたちの唄」
    - 「籠城朗々」
    - 「つぎはぎ」
- 『RELEASE THE SPYCE』
  - 「Pick」（作曲・ベース）
- 『レイヤードストーリーズ ゼロ』
  - 「The One Melody」（作曲・編曲）
- 『私に天使が舞い降りた!』
  - 「私に"好き"が舞い降りた」（ベース）

### アーティスト
- 暁月凛
  - 「美しき残酷な世界」（編曲・ピアノ）
  - 「コノ手デ」（編曲・ピアノ）
- あさぎーにょ
  - 「グッバイコスモス」（サウンドプロデュース・編曲・ベース・ピアノ）
- 飯田里穂
  - 「聞こえてくるのは君の声」（編曲・ベース）
- 上坂すみれ
  - 「20世紀の逆襲 第一章~紅蓮の道~」（編曲・ベース）
  - 「20世紀の逆襲 第二章~蠱惑の牙~」（編曲・ベース）
  - 「20世紀の逆襲 第三章~絶境の蝶~」（編曲・ベース）
- 遠藤正明
  - 「Vital」（編曲・ベース）
  - 「FINALクロスファイト牙狼」（編曲・ベース）
- 黒崎真音
  - 「Hazy moon」（ベース）
  - 「To My Dear…」（編曲）
- 上月せれな
  - 「一二三夜祭り」（作詞・作曲）
- 高野麻里佳
  - 「カリソメアワー」（ベース）
- 三月のパンタシア
  - 「あいらぶゆー」（ベース）
- KOTOKO
  - 「↑青春ロケット↑ -りでこれいとばーじょん-」（編曲・ギター・ベース）
- 知声（VoiSona）
  - 「アトモスフィアに命題を」（作詞・ベース）
- ななひら
  - 「ラブりんりんぐ！」（ベース）
- Kotone/天神子兎音
  - 「かごめ」（作詞・作曲）
  - 「Erase」（作詞・作曲）
  - 「Black Joke」（作詞・作曲・編曲・ベース・ピアノ）
  - 「PUNISHMENT」（作詞・作曲・編曲・ギター・ベース・ピアノ）
  - 「Ark」（作詞・作曲・編曲・ピアノ）
  - 「NO MATCHING」（ベース）
  - 「プレシャス・シンドローム」（ベース）
- 崎山つばさ
  - 「幻想人」（作曲・編曲・ベース）
- 佐咲紗花
  - 「Hands」（編曲・ベース）
- ずっと真夜中でいいのに。
  - 「低血ボルト」（編曲）
- 芹澤優
  - 「YY ViVace」（ベース）
- 立花理香
  - 「Sky Diver」（ベース）
- 弾丸 NO LIMIT
  - 「フィクションアレルギー」（編曲）
  - 「Seeker」（編曲）
- 東條陽奏
  - 「EGOIST」（編曲）
- 2o Love to Sweet Bullet
  - 「前向き上向きsweet heart!!」（編曲）
  - 「そこで叫んで私に教えてほしい」（編曲）
- 豊田萌絵
  - 「純白クライシス」（作曲・編曲・ベース・ピアノ）
- 中島由貴
  - 「Unchain my heart」（編曲・ベース・ピアノ）
- なにわ男子
  - 「夜這星」（編曲・ピアノ）
- NEO JAPONISM
  - 「ゆるゆらオヤシロガール」（編曲・ベース）
- BugLug
  - 「Heroin」（編曲）
  - 「SINGULARITY」（編曲・コーラス）
- HoneyWorks
  - 「陽だまりデイズ」（ベース）
- #ババババンビ
  - 「ネモフィラBLUE」（作詞）
- ピュアリーモンスター
  - 「超純正ピュアリーチューン」（ベース）
- Brave Mental Orchestra
  - 「キミにブッ刺さりたいんだ」（作詞・作曲）
- 星街すいせい
  - 「Je t'aime。」（ベース）
- 松岡ななせ
  - 「DREAM DIVE」（ベース）
- MERRY
  - 「Zombie Paradise ～地獄DISCO mix～」（リミックス）
  - 「Happy life」（オルガン）
- やぎぬまかな
  - 「the room」（作詞・作曲・編曲・ベース）
- #YOYOYO
  - 「青い春」（作詞・作曲）
- RIRIKO
  - 「かわいくてかなしい」（サウンドプロデュース・編曲・ベース）
- 渡辺美優紀
  - 「Milkyway」（作詞・編曲・ピアノ）

## 出演

### ラジオ
- 出口遼のアニ♪DIG[6]（2021年1月9日 - 2022年10月29日、八王子エフエム）